# 渡辺貞夫 Nightly Yours
渡辺貞夫 Nightly Yours（わたなべさだお ナイトリー・ユアーズ）は、1996年4月から2019年3月31日までJFN（ジャパンFMネットワーク）の地方局などで放送されていた音楽番組で、主に週末の深夜の時間帯に放送されていた。

## 概要
番組名の通り、ジャズ・サックスプレーヤーとして知られる渡辺貞夫がメインパーソナリティーを務める。ナビゲーターには声優の甲斐田ゆきが担当し、毎月最初の週は渡辺の仲間のミュージシャンをゲストに迎えたり、あるいは各地で行われる公演の模様からのライヴ録音を聴かせてジャズの魅力を体感してもらう「マンスリー・ライヴ」。それ以外の週は渡辺が所有するレコード・CDのライブラリーから渡辺の感想・解説を交えて曲を紹介する「マイ・セレクション」のコーナーや、月1回は「コンテンポラリー・ミュージック」（主として第2週）と題した民俗音楽を中心とした楽曲を紹介したり、毎回テーマを決めて、それに沿った内容の楽曲を取り上げる特集が放送されている。
「マンスリー・ライブ」と「コンテンポラリー・ミュージック」は毎年12月に「アンコール・ライブ」、「総集編」として、11月までの放送分から再放送のリクエストが多かった楽曲、また、放送時間の都合で取り上げられなかった楽曲の演奏を放送した。
2010年代以後は第3・4週も特定のコーナーが放送されており、2013年は第3週「マイ・ソングブック」（渡辺のこれまでのアルバムから選曲し、自ら解説する）、第4週「クロスボーダー'70´s」（1970年代の洋楽・ジャズ特集）、2014年は第3週「マイ・ミュージックファイル」（2013年と内容・趣旨はほぼ同じであるが、演奏活動でのトピックスも交えている）、第4週「ジャズ・マイ・ライフ」（渡辺のジャズミュージシャン活動に特に影響を与えた音楽家の演奏特集）となっている。
過去には渡辺と親交の篤い人物が登場し、渡辺お気に入りの曲を披露するというコーナーもあった。
ちなみに、番組のテーマ曲は番組名と同じ「Nightly Yours」（同曲はアルバム『Go Straight Ahead and Make A Left』に収録されているが、放送で聴かれる演奏は当番組用の録音テイクと思われる）。
2019年1月現在のネット局は「Night」のタイトル通り、全局深夜帯での放送となっていた。ただし現在過去を含めてネット局の中には最も浅くて20時台に放送する局や55分ヴァージョンとして放送する局もあったが、2013年4月の土曜28時枠でのラインネット化以降は徐々に整理されていき、2018年中までに全局が深夜放送となり、東京以外では60分にそろえられた。
番組公式サイト上で2019年3月をもっての放送終了が発表され、3月31日をもって番組終了。23年の放送に幕を降ろした。後番組は『Bravo Brass〜集まれ!ブラバンピープル〜』（一部地域を除く）。

## 番組ネット局放送時間

### 現在
2019年1月現在。放送時間の早い順から記載。★印は「radiko」（プレミアム含む）で聴取可能な放送局。
| 放送対象地域 | 放送局名                        | 放送時間                         | 備考         |
| ------------ | ------------------------------- | -------------------------------- | ------------ |
| 佐賀県       | エフエム佐賀（FMS）             | 毎週日曜 2:00 - 3:00（土曜深夜） |              |
| 青森県       | エフエム青森（AFB）             | 毎週日曜 4:00 - 5:00（土曜深夜） | [ 5 ] [ 6 ]  |
| 岩手県       | エフエム岩手（FM IWATE）★       | 毎週日曜 4:00 - 5:00（土曜深夜） |              |
| 秋田県       | エフエム秋田（AFM）             | 毎週日曜 4:00 - 5:00（土曜深夜） |              |
| 山形県       | エフエム山形（Rhythm Station）  | 毎週日曜 4:00 - 5:00（土曜深夜） |              |
| 福島県       | エフエム福島（ふくしまFM）★     | 毎週日曜 4:00 - 5:00（土曜深夜） |              |
| 群馬県       | エフエム群馬（FMぐんま）★       | 毎週日曜 4:00 - 5:00（土曜深夜） |              |
| 富山県       | 富山エフエム放送（FMとやま）★   | 毎週日曜 4:00 - 5:00（土曜深夜） |              |
| 石川県       | エフエム石川（HELLO FIVE）★     | 毎週日曜 4:00 - 5:00（土曜深夜） |              |
| 福井県       | 福井エフエム放送（FM FUKUI）★   | 毎週日曜 4:00 - 5:00（土曜深夜） |              |
| 岐阜県       | エフエム岐阜（FM GIFU）★        | 毎週日曜 4:00 - 5:00（土曜深夜） |              |
| 滋賀県       | エフエム滋賀（e-radio）★        | 毎週日曜 4:00 - 5:00（土曜深夜） |              |
| 岡山県       | 岡山エフエム放送（FM OKAYAMA）  | 毎週日曜 4:00 - 5:00（土曜深夜） |              |
| 広島県       | 広島エフエム放送（HFM）★        | 毎週日曜 4:00 - 5:00（土曜深夜） |              |
| 山口県       | エフエム山口（FMY）★            | 毎週日曜 4:00 - 5:00（土曜深夜） |              |
| 香川県       | エフエム香川（FM香川）★         | 毎週日曜 4:00 - 5:00（土曜深夜） |              |
| 徳島県       | エフエム徳島（FM TOKUSHIMA）    | 毎週日曜 4:00 - 5:00（土曜深夜） |              |
| 長崎県       | エフエム長崎（FM Nagasaki）★    | 毎週日曜 4:00 - 5:00（土曜深夜） |              |
| 熊本県       | エフエム熊本（FMK）★            | 毎週日曜 4:00 - 5:00（土曜深夜） |              |
| 大分県       | エフエム大分（Air-Radio FM88）★ | 毎週日曜 4:00 - 5:00（土曜深夜） |              |
| 鹿児島県     | エフエム鹿児島（μFM）★          | 毎週日曜 4:00 - 5:00（土曜深夜） |              |
| 沖縄県       | エフエム沖縄（FM沖縄）★         | 毎週日曜 4:00 - 5:00（土曜深夜） |              |
| 東京都       | エフエム東京（TOKYO FM）★       | 毎週月曜 0:00 - 0:30（日曜深夜） | [ 7 ] [ 8 ]  |
| 栃木県       | エフエム栃木（RADIO BERRY）★    | 毎週月曜 1:00 - 2:00（日曜深夜） | [ 9 ]        |
| 宮崎県       | エフエム宮崎（JOY FM）          | 毎週月曜 1:00 - 2:00（日曜深夜） |              |
| 大阪府       | エフエム大阪（FM OH!）★         | 毎週月曜 2:30 - 3:30（日曜深夜） | [ 9 ] [ 10 ] |